# Zonitomorpha melanoptera
Zonitomorpha melanoptera es una especie de coleóptero de la familia Meloidae.

## Distribución geográfica
Habita en Bengala (India).